# Aykut Erçetin
Aykut Erçetin (Göppingen, 14 settembre 1982) è un ex calciatore turco di origine tedesca, di ruolo portiere.

## Carriera

### Club
Ha iniziato la sua carriera professionale con la Bundesliga tedesca nello Stoccarda, prima di passare al Galatasaray nel 2003, dove è stato secondo di Faryd Aly Mondragón per cinque anni, fino a quando non cominciò a giocare regolarmente verso la fine della stagione 2007-2008.

### Nazionale
Prima di lasciare la Germania, Erçetin aveva già rappresentato la Turchia a livello di Under-17 e Under-18, e successivamente è apparso per la Under-21 e B, le squadre, prima di fare il suo debutto internazionale in una partita amichevole contro Azerbaigian il 12 aprile 2006.

## Palmarès

### Club

#### Competizioni nazionali
- Campionato turco: 4

Galatasaray: 2001-2002, 2005-2006, 2007-2008, 2011-2012
- Coppa di Turchia: 1

Galatasaray: 2004-2005
- Supercoppa di Turchia: 1

Galatasaray: 2008